# Shunsuke Itō (cestista)
Shunsuke Itō (伊藤俊亮?, Itō Shunsuke; Zama, 27 giugno 1979) è un ex cestista giapponese.

## Carriera
Con il Giappone ha disputato i Campionati mondiali del 2006 e quattro edizioni dei Campionati asiatici (2001, 2003, 2005, 2009).